# Distretto di Nepeña
Il distretto di Nepeña è un distretto del Perù nella provincia di Santa (regione di Ancash) con 13.860 abitanti al censimento 2007 dei quali 12.554 urbani e 1.306 rurali.
È stato istituito fin dall'indipendenza del Perù.